# Giro de Italia 1940
La 28.ª edición del Giro de Italia se disputó entre el 17 de mayo y el 9 de junio de 1940, con un recorrido de 20 etapas y 3574 km, que el vencedor completó a una velocidad media de 33,240 km/h. La carrera comenzó y terminó en Milán.
Tomaron la salida 91 participantes, de los cuales 47 terminaron la carrera. 
Fausto Coppi, que llegaba a la ronda italiana como gregario de Bartali, se hizo con la victoria en la clasificación general con tan solo 20 años, convirtiéndose en el ciclista más joven en ganar el Giro (récord aún imbatido a fecha de 2015).

## Etapas
| Etapa | Recorrido               | Km  | Ganador         | Líder           |
| 1.ª   | Milán-Turín             | 180 | Olimpio Bizzi   | Olimpio Bizzi   |
| 2.ª   | Turín-Génova            | 226 | Pierino Favalli | Osvaldo Bailo   |
| 3.ª   | Génova-Pisa             | 188 | Diego Marabelli | Osvaldo Bailo   |
| 4.ª   | Pisa-Grosseto           | 154 | Adolfo Leoni    | Pierino Favalli |
| 5.ª   | Grosseto-Roma           | 224 | Adolfo Leoni    | Pierino Favalli |
| 6.ª   | Roma-Nápoles            | 238 | Glauco Servadei | Pierino Favalli |
| 7.ª   | Nápoles-Fiuggi          | 178 | Walter Generati | Pierino Favalli |
| 8.ª   | Fiuggi-Terni            | 183 | Olimpio Bizzi   | Enrico Mollo    |
| 9.ª   | Terni-Arezzo            | 183 | Primo Volpi     | Enrico Mollo    |
| 10.ª  | Arezzo-Florencia        | 91  | Olimpio Bizzi   | Enrico Mollo    |
| 11.ª  | Florencia-Módena        | 184 | Fausto Coppi    | Fausto Coppi    |
| 12.ª  | Módena-Ferrara          | 199 | Adolfo Leoni    | Fausto Coppi    |
| 13.ª  | Ferrara-Treviso         | 125 | Olimpio Bizzi   | Fausto Coppi    |
| 14.ª  | Treviso-Abazzia         | 215 | Glauco Servadei | Fausto Coppi    |
| 15.ª  | Abazzia-Trieste         | 179 | Mario Vicini    | Fausto Coppi    |
| 16.ª  | Trieste-Pieve di Cadore | 202 | Mario Vicini    | Fausto Coppi    |
| 17.ª  | Pieve di Cadore-Ortisei | 110 | Gino Bartali    | Fausto Coppi    |
| 18.ª  | Ortisei-Trento          | 186 | Glauco Servadei | Fausto Coppi    |
| 19.ª  | Trento-Verona           | 149 | Gino Bartali    | Fausto Coppi    |
| 20.ª  | Verona-Milán            | 180 | Adolfo Leoni    | Fausto Coppi    |

## Clasificaciones
| \| 1. \| Fausto Coppi \| Italia \| 107:31:10s \| \| 2. \| Enrico Mollo \| Italia \| + 2:40s \| \| 3. \| Giordano Cottur \| Italia \| + 11:45s \| \| 4. \| Mario Vicini \| Italia \| + 16:27s \| \| 5. \| Severino Canavesi \| Italia \| + 16:50s \| \| 6. \| Ezio Cecchi \| Italia \| + 22:30s \| \| 7. \| Walter Generati \| Italia \| + 25:03s \| \| 8. \| Giovanni De Stefanis \| Italia \| + 27:50s \| \| 9. \| Gino Bartali \| Italia \| + 46:09s \| \| 10. \| Settimo Simonini \| Italia \| + 48:37s \| |                      |        |            |
| 1. | Fausto Coppi         | Italia | 107:31:10s |
| 2. | Enrico Mollo         | Italia | + 2:40s    |
| 3. | Giordano Cottur      | Italia | + 11:45s   |
| 4. | Mario Vicini         | Italia | + 16:27s   |
| 5. | Severino Canavesi    | Italia | + 16:50s   |
| 6. | Ezio Cecchi          | Italia | + 22:30s   |
| 7. | Walter Generati      | Italia | + 25:03s   |
| 8. | Giovanni De Stefanis | Italia | + 27:50s   |
| 9. | Gino Bartali         | Italia | + 46:09s   |
| 10. | Settimo Simonini     | Italia | + 48:37s   |

| \| 1. \| Gino Bartali \| Italia \| - \| \| 2. \| Fausto Coppi \| Italia \| - \| \| 3. \| Enrico Mollo \| Italia \| - \| |              |        |   |
| 1. | Gino Bartali | Italia | - |
| 2. | Fausto Coppi | Italia | - |
| 3. | Enrico Mollo | Italia | - |

| \| 1. \| Gloria \| Italia \| GLO \| - \| |        |        |     |   |
| 1.                                       | Gloria | Italia | GLO | - |